# Comuna de Józefów
Józefów (polaco: Gmina Józefów) é uma gminy (comuna) na Polónia, na voivodia de Lublin e no condado de Biłgorajski.
De acordo com os censos de 2006, a comuna tem 7.207 habitantes, com uma densidade 57 hab/km².

## Área
Estende-se por uma área de 126,46 km², incluindo:
- área agricola: 38%
- área florestal: 56%

## Demografia
Dados de 30 de Junho 2004:
|                      | Total   | Total | Mulheres | Mulheres | Homens  | Homens |
| -------------------- | ------- | ----- | -------- | -------- | ------- | ------ |
|                      | pessoas | %     | pessoas  | %        | pessoas | %      |
| População            | 7 338   | 100   | 3 691    | 50,3     | 3 647   | 49,7   |
| Densidade (pop./km²) | 58,8    | 100   | 29,6     | 29,6     | 29,2    | 29,2   |

De acordo com dados de 2002, o rendimento médio per capita ascendia a 1 313,53 zł.

## Comunas vizinhas
- Aleksandrów, Krasnobród, Łukowa, Susiec, Tereszpol, Zwierzyniec